# Mark Jenniskens
Mark Jenniskens (6 maart 1983) is een Nederlandse hockeykeeper  die uitkomt voor Oranje Zwart en het Nederlands elftal. 

## Clubcarrière

### Oranje Zwart
Jenniskens begon zijn hockeycarrière bij Oranje Zwart. Hij keepte zijn hele loopbaan bij deze club. In 2014 kondigde Jenniskens aan dat het seizoen 2013/14 zijn laatste seizoen was. Hij sluit in zijn laatste Hoofdklassewedstrijd zijn carrière af met het kampioenschap.

## Interlandcarrière
Jenniskens is international, maar is nooit lang eerste keus geweest bij het Nederlands elftal

## Trivia
Zijn jongere broer Tim komt uit voor HC Bloemendaal en het Nederlands elftal.